# Automolis lugubris
Automolis lugubris là một loài bướm đêm thuộc phân họ Arctiinae, họ Erebidae.